# Nothingface
Nothingface – album thrash metalowego zespołu Voivod wydany w 1989.

## Lista utworów
Źródło.
| Nr | Tytuł utworu        | Długość |
| -- | ------------------- | ------- |
| 1. | „Unkown Knows”      | 5:55    |
| 2. | „Nothingface”       | 4:14    |
| 3. | „Astronomy Domine”  | 5:30    |
| 4. | „Missing Sequences” | 5:50    |
| 5. | „X-Ray Mirror”      | 4:28    |
| 6. | „Inner Combustion”  | 3:48    |
| 7. | „Pre-Ignition”      | 5:12    |
| 8. | „Into My Hypercube” | 5:04    |
| 9. | „Sub-Effect”        | 4:30    |
|    |                     | 44:31   |

## Twórcy
- Denis Bélanger – śpiew
- Denis D’Amour – gitara
- Michel Langevin – perkusja
- Jean-Yves Thériault – gitara basowa